# Black Peppa
Black Peppa (10 de setembro de 1993), nome artístico de Akeem-Anthony Adams, é uma artista drag e cantora britânica, natural da ilha de Sint Maarten, reconhecida por ter competido e sido uma das finalistas da 4ª temporada do programa televisivo RuPaul's Drag Race UK.

## Biografia
Nasceu em Sint Maarten, tendo-se mudado para Birmingham em 2014. Tem um mestrado em Ciências Biomédicas. Utiliza os pronomes she/her enquanto actua como Black Peppa e they/them na sua vida pessoal, assumindo-se como pessoa não binária e queer. É a filha drag da performer norte-americana Mo Heart e irmã drag de Luxx Noir London e Robin Fierce.
Competiu na 4ª temporada de RuPaul's Drag Race UK, a franquia britânica do programa de reality show e competição drag RuPaul's Drag Race, tendo chegado à final. O seu single de estreia "Why Is She Calling?" foi lançado em novembro de 2022.

## Discografia

### Singles
- "Why Is She Calling?" (2022)
- "Money" (com James Indigo) (2023)

## Filmografia

### Televisão
- RuPaul's Drag Race UK (4ª temporada ) (2022)
- Glow Up: Britain's Next Make-Up Star (2023) [4]
- Bring Back My Girls (2024)